# Torneio do Povo 1971
In 1971 werd de eerste editie van het Torneio do Povo gespeeld voor voetbalclubs met de meeste aanhang uit de staten Guanabara, São Paulo, Rio Grande do Sul en Minas Gerais. De competitie werd gespeeld van 24 januari tot 19 februari. Corinthians werd de tornooiwinnaar. 

## Wedstrijden
| Datum             | Team #1       | Uitslag | Team #2       |
| ----------------- | ------------- | ------- | ------------- |
| 24 januari, 1971  | Atlético-MG   | 0-0     | Flamengo      |
| 27 januari, 1971  | Atlético-MG   | 3-3     | Corinthians   |
| 27 januari, 1971  | Internacional | 1-0     | Flamengo      |
| 30 januari, 1971  | Corinthians   | 0-0     | Flamengo      |
| 3 februari, 1971  | Internacional | 3-0     | Atlético-MG   |
| 6 februari, 1971  | Corinthians   | 3-0     | Internacional |
| 11 februari, 1971 | Corinthians   | 0-0     | Flamengo      |
| 13 februari, 1971 | Atlético-MG   | 0-0     | Corinthians   |
| 14 februari, 1971 | Flamengo      | 0-1     | Internacional |
| 17 februari, 1971 | Atlético-MG   | 0-0     | Internacional |
| 19 februari, 1971 | Atlético-MG   | 3-3     | Flamengo      |
| 19 februari, 1971 | Corinthians   | 1-0     | Internacional |

## Eindstand
| Plaats | Club             | Wed. | W | G | V | Saldo | Ptn. |
| ------ | ---------------- | ---- | - | - | - | ----- | ---- |
| 1.     | Corinthians      | 6    | 2 | 4 | 0 | 7:3   | 8    |
| 2.     | Internacional    | 6    | 3 | 1 | 2 | 5:4   | 7    |
| 3.     | Atlético Mineiro | 6    | 0 | 5 | 1 | 6:9   | 5    |
| 4.     | Flamengo         | 6    | 0 | 4 | 2 | 3:5   | 4    |

|  | Winnaar |

### Winnaar
| Torneio do Povo 1971            |
| São Paulo                       |
| ------------------------------- |
| CORINTHIANS Kampioen (1° titel) |